# Vega de los Molinos
Vega de los Molinos är en ort i Mexiko.   Den ligger i kommunen Tapachula och delstaten Chiapas, i den sydöstra delen av landet, 900 km sydost om huvudstaden Mexico City. Vega de los Molinos ligger 1 862 meter över havet och antalet invånare är 165.
Terrängen runt Vega de los Molinos är huvudsakligen bergig, men den allra närmaste omgivningen är kuperad. Runt Vega de los Molinos är det ganska tätbefolkat, med 172 invånare per kvadratkilometer. Närmaste större samhälle är Motozintla de Mendoza, 17,0 km norr om Vega de los Molinos. I omgivningarna runt Vega de los Molinos växer i huvudsak städsegrön lövskog.